# Pseudeutropius brachypopterus
Pseudeutropius brachypopterus es una especie de peces de la familia Schilbeidae en el orden de los Siluriformes.

## Morfología
• Los machos pueden llegar alcanzar los 11,5 cm de longitud total.

## Reproducción
Es ovíparo y los huevos no son protegidos por los padres.

## Alimentación
Come larvas de insectos y pequeños invertebrados.

## Hábitat
Es un pez de agua dulce y de clima tropical.

## Distribución geográfica
Se encuentran en Asia: Sumatra y Borneo.